# メニュー (料理)
メニュー（英語: Menu）は、料理の品目を示した表であり、客が選択可能な料理の一覧的な小冊子、またはボード（張り紙）などのこと。日本語では献立表、献立書、品書きともいう。

## 概要
フランス料理の「menu ムニュ」は、あらかじめ組み合わされた一連の料理の流れ（table d'hôte ターブル・ドット。英語風に言うと「コース料理」）を指す。 フランス料理でmenuムニュ（コース料理一覧）とcarteカルト（一品料理の一覧）が対比されて理解されており、アラカルトは、客が料理を一品一品自分の好みで選んで注文すること。
フランス料理では、一度にテーブルに出さず、アペリティフ、前菜がまず出て、前菜を食べ終わってからメイン料理が出され、メインを食べ終わってからデセールというように、あくまでひとつが終わって次を出し、舞台芸術のようにシナリオが決まっていて時間とともに情景が変化してゆく、ということを強く意識している。
日本の「定食」は、懐石や会席料理のように一品ずつ食べていく「喰い切り」のものと、本膳料理やラーメンライスのように同時に複数の料理を配膳するものと、2種類の傾向がある。
メニューを日本語にすれば「献立」表および「定食」が近い。

## フランスでの歴史

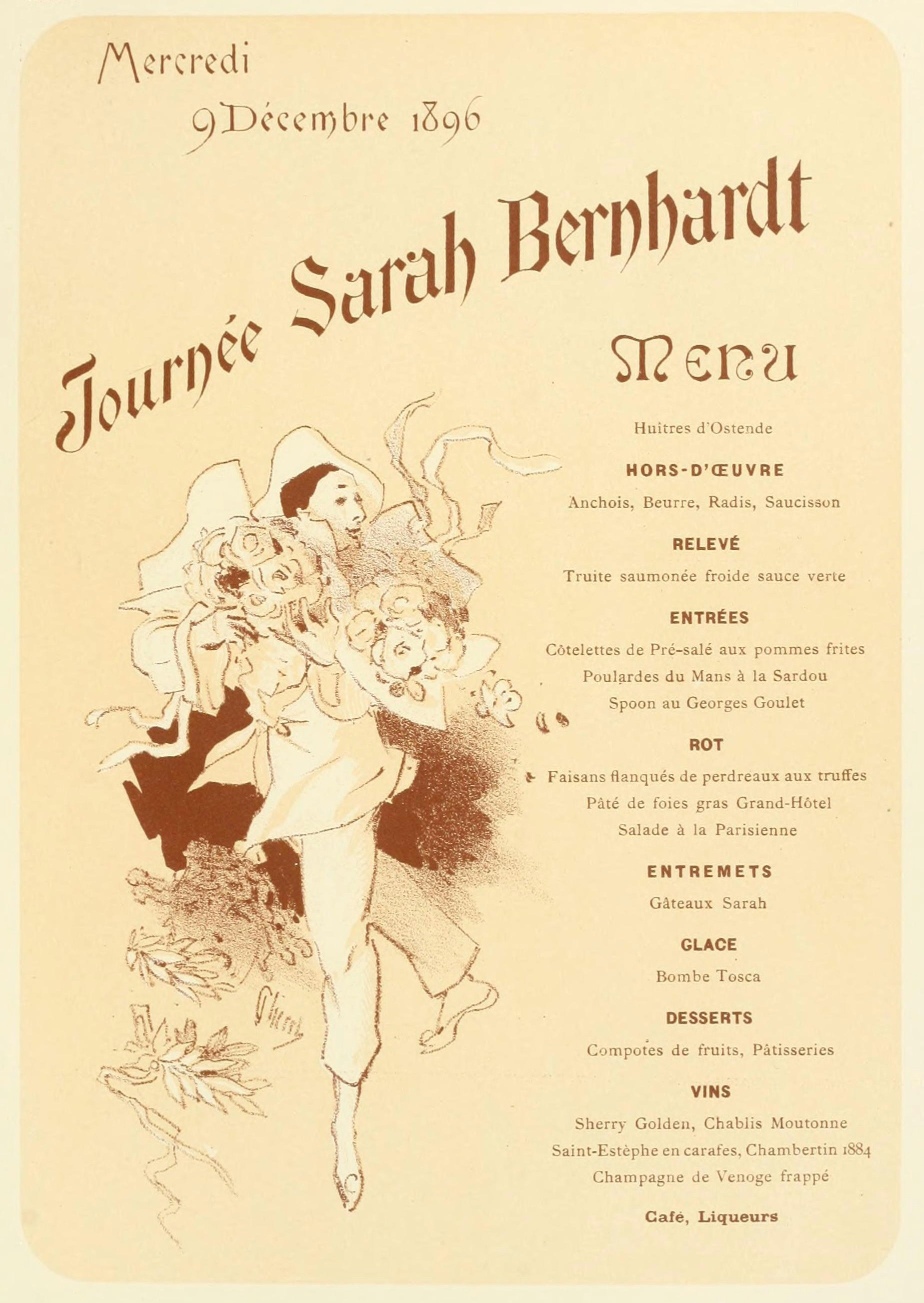
フランス、1896年12月9日。la journée Sarah Bernhardt（サラ・ベルナールの舞台観賞・食事会）のmenu ムニュ。

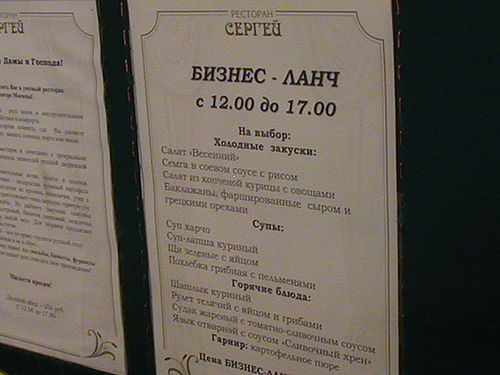
モスクワ、Kammergansky PerelukのSergeyレストランでのビジネスランチのメニュー
それぞれ4または5種類のサラダ・スープ・主菜から1品ずつを選ぶことができ、一番下には共通の付け合わせが書かれている

メニューは、多くの料理用語同様に、フランス語が語源である。ラテン語で「小さい」「微小な」を意味する「minutus ミヌトゥス」に由来し、フランス語「menu　ムニュ」で詳細なリストや履歴書を意味するようになった。客に選択を提供した最初のメニューは、小さい「carte　カルト、キャルト」（＝フランス語で黒板の意）に書かれた。こうしたことから、客が選ぶ料理は「à la carte アラカルト」（「黒板に従って」という意味）と呼ばれている。
初期のレストランは現在のようなメニューを持たなかった。ターブル・ドート（定食）店ではシェフまたは経営者が、その日その日にあらかじめ選んで決めた料理が提供され、客の側は料理を選べず、あくまで店舗側がその日に提供している料理を食べるものであった。料理の内容を決定するのはあくまで店の側であったのであり、いわば現在の宴会のような関係であったわけである。現在のメニューは18世の後半に最初に現れた。ここでは、皆に提供される同じ料理ではなく、料理の一覧が表示され、その一覧から客が自分の好みで選択し注文し、レストランの側は注文されたものを作る。定食店は定価（一価）であったが、メニュー（方式）では選択した分に応じた価格を払うことになる。。こうした歴史的経緯も経て、フランス料理では、ターブル・ドート（コース料理）の一覧表をmenu ムニュと呼び、一品料理の一覧表には「carte カルト」や「à la carte アラカルト」と表記するようになった。

## 中国での歴史

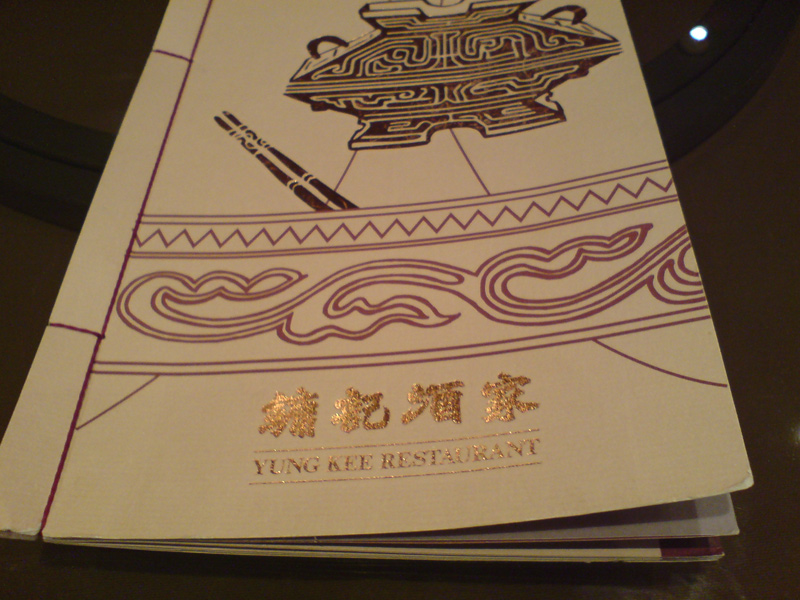
中華料理店「鏞記酒家」のメニュー

中国の宋（960年-1279年）の時代、商人層に主に提供される初期のレストランの発展に伴い、献立の起源が見つかっている。
清の時代には満漢全席があった。

## 日本での歴史
神饌には、塩、酒、飯、餅などを並べて供える場合もある。
大饗（）料理では、台盤とよばれるテーブルに、多くの料理が並べられたとされる。
室町時代に確立したとされる有職料理では、初箸とよばれる前菜や、初献・二献・三献あるいは一の膳・二の膳・三の膳と配列するように、食べる順序がある。州浜をかたどった州浜台（）あるいは嶋台（）には、複数の料理が盛り付けられる。また、当時からの本膳料理は、膳に複数の料理を乗せて提供する。この膳を単位として、本膳を中心に多いもので二の膳、三の膳、予（）の膳、五の膳まであった。三の膳まではその場で食べ、予の膳のタイの焼き魚と五の膳の口取り菓子は持ち帰った。
懐石では、初めに折敷に飯、汁物、向付（）と呼ばれる膾や刺身の3品がまとめて提供される。初めに飯と汁とを食べると酒も提供され、それから向付を食べるように順番がある。続いて煮物椀、焼き物、強肴、箸洗い、八寸と続き、湯桶で食事が終わる。主菓子を食べた後、茶席に移動して濃茶を飲む。
会席料理になると、懐石のように順番に食べる形式と、膳などに多くの料理を乗せて提供する宴会形式と、2つに大別される。
江戸時代からの普茶料理や卓袱料理は、中国の影響が濃く、大きなテーブルやちゃぶ台に多数の料理を乗せて提供する形式になる。
現在の一般家庭においては、飯と汁物と惣菜をすべてまとめて提供したり、御節料理を重箱にまとめて盛り付け雑煮と屠蘇と一緒に提供したりすることが多い。

## 裏メニュー・裏オーダー
外食産業などでは正規のメニューに存在しない料理や品目のことを、裏メニュー（）、裏オーダー（）と呼称することがある。